# Осеан Мішлон
Осеан Мішлон (фр. Océane Michelon) — французька біатлоністка, чемпіонка світу та призерка світової першості,  призерка чемпіонатів Європи, медалістка чемпіонатів світу серед юніорів. 

## Результати
Джерелом усіх результатів був сайт Міжнародного союзу біатлоністів.

### Чемпіонати світу
2 медалі  (1 золота, 1 срібна)
| Дисцпліна        | Індивідуалка | Спринт | Персьют | Масстарт | Естафета | Змішана естафета | Одиночна змішана естафета |
| ---------------- | ------------ | ------ | ------- | -------- | -------- | ---------------- | ------------------------- |
| Ленцергайде 2025 | 18           | 12     | 13      | Срібло   | Золото   | —                | —                         |

### Кубок світу
| Сезон | Очки    | Місце | Очки | Місце | Очки | Місце | Очки | Місце | Очки | Місце |   |   |
| ----- | ------- | ----- | ---- | ----- | ---- | ----- | ---- | ----- | ---- | ----- | - | - |
| Сезон | 2023–24 | 4/21  | 21   | 74    | —    | —     | 16   | 65    | 5    | 74    | — | — |

#### Особисті подіуми
| № | Сезон   | Дата           | Етап                 | Статус      | Гонка          | Місце |
| - | ------- | -------------- | -------------------- | ----------- | -------------- | ----- |
| 1 | 2024–25 | 8 березня 2025 | Нове Место-на-Мораві | Кубок світу | Переслідування | 3     |

#### Подіуми в естафетах
| № | Сезон   | Дата           | Етап        | Статус          | Гонка    | Місце | Партнери                    |
| - | ------- | -------------- | ----------- | --------------- | -------- | ----- | --------------------------- |
| 1 | 2024–25 | 17 січня 2025  | Рупольдинг  | Кубок світу     | естафета | 3     | Боте, Бреза-Буше, Сімон     |
| 2 | 2024–25 | 26 січня 2025  | Антерсельва | Кубок світу     | Естафета | 3     | Рішар, Жанмонно, Сімон      |
| 3 | 2024–25 | 22 лютого 2025 | Ленцергайде | Чемпіонат світу | Естафета | 1     | Жанмонно, Бреза-Буше, Сімон |

### Юнацькі чемпіонати світу
3 медалі (1 срібна, 2 бронзові)
| Рік                 | Вік | Індвідуалка | Спринт | Персьют | Естафета |
| ------------------- | --- | ----------- | ------ | ------- | -------- |
| Ленцергайде 2020    | 17  | 15          | Бронза | 11      | 5        |
| Обертілліях 2021    | 18  | 26          | 23     | 10      | Н/Д      |
| Солджер Голлов 2022 | 19  | Срібло      | 28     | 11      | Бронза   |